# Route nationale 2537
La route nationale 2537 ou RN 2537 est actuellement une route nationale française très courte située à La Rochelle, non loin des ports de La Pallice et de Chef de Baie.
Elle constitue une branche de la Route nationale 537, elle-même étant une branche de la Route nationale 237. Elle a été désignée ainsi par décision de la préfecture de Charente-Maritime en 2006 ; auparavant, elle faisait partie du prolongement Sud de la RN 537 (qui, désormais, parcourt la voie de Jeumont).

## Tracé actuel
La RN 2537 est un tronçon routier d'environ 500 mètres de longueur, sous forme de chaussée à deux voies à double sens de circulation.
Chacune de ses extrémités débouche sur un carrefour giratoire. Le giratoire Nord permet de raccorder la RN 2537 à la RN 537 ; le giratoire Sud la relie à l'Avenue Jean Guiton, qui dessert le port et la zone industrielle de Chef de Baie.
Entre ces deux extrémités, la seule intersection dessert le centre de déminage de La Rochelle.